# Arizona State Route 61
Die Arizona State Route 61 (kurz AZ 61) ist eine State Route im US-Bundesstaat Arizona, die in Nord-Süd-Richtung verläuft.
Die State Route beginnt am U.S. Highway 60 nahe Show Low und endet nach 68 Kilometern nahe Zuni an der Grenze zu New Mexico und wird zur New Mexico State Route 53. Nach etwa zwei Dritteln der Strecke trifft der Highway auf die Arizona State Route 180A. Im Zentrum von St. Johns trifft die Straße auf die U.S. Highways 180 und 191. Sie verläuft im Anschluss gemeinsam mit dem US 191 in nördlicher Richtung bis etwa 20 Kilometer vor der Grenze zu New Mexico.